# Gottskálk grimmi Nikulásson
Gottskálk grimmi Nikulásson, Gottskalk Nikulausson den Grymme, född 1469, död 1520, var biskop i Hólar på Island från 1496 till 1520. Han är känd som författaren till svartkonstboken Rauðskinna. 